# Discografia di Rasmus Seebach
Questa pagina contiene l'intera discografia di Rasmus Seebach.

## Album in studio
| Anno | Album                       | Massima posizione | Massima posizione | Massima posizione | Certificazioni   |
| Anno | Album                       | DAN               | NOR               | SVE               | Certificazioni   |
| ---- | --------------------------- | ----------------- | ----------------- | ----------------- | ---------------- |
| 2009 | Rasmus Seebach              | 1                 | —                 | 10                | DAN: 11X Platino |
| 2011 | Mer' end kærlighed          | 1                 | —                 | —                 | DAN: 8X Platino  |
| 2013 | Ingen kan love dig i morgen | 1                 | —                 | —                 | DAN: 3X Platino  |

## Singoli

### In Scandinavia
| Anno | Singolo                       | Massima posizione | Massima posizione | Massima posizione | Certificazioni               | Album                       |
| Anno | Singolo                       | DAN               | NOR               | SVE               | Certificazioni               | Album                       |
| ---- | ----------------------------- | ----------------- | ----------------- | ----------------- | ---------------------------- | --------------------------- |
| 2009 | Engel                         | 1                 | —                 | 12                | —                            | Rasmus Seebach              |
| 2009 | Glad igen                     | 2                 | —                 | —                 | —                            | Rasmus Seebach              |
| 2009 | Den jeg er                    | 3                 | —                 | —                 | —                            | Rasmus Seebach              |
| 2010 | Lidt i fem                    | 3                 | —                 | —                 | DAN: Oro                     | Rasmus Seebach              |
| 2010 | Natteravn                     | 14                | 11                | 4                 | - SVE: Oro - DAN: 2x Platino | Rasmus Seebach              |
| 2011 | I mine øjne                   | 1                 | —                 | —                 | DAN: 2x Platino              | Mer' end kærlighed          |
| 2011 | Under stjernerne på himlen    | 3                 | —                 | —                 | DAN: Platino                 | Mer' end kærlighed          |
| 2011 | Mer' end kærlighed            | 22                | —                 | —                 | DAN: Platino                 | Mer' end kærlighed          |
| 2011 | Millionær (feat Ankerstjerne) | 2                 | —                 | —                 | DAN: 2x Platino              | Mer' end kærlighed          |
| 2011 | Lys i din Lejlighed           | 31                | —                 | —                 | DAN: Platino                 | Mer' end kærlighed          |
| 2012 | Nangijala                     | —                 | —                 | —                 | —                            | Mer' end kærlighed          |
| 2012 | Falder                        | 19                | —                 | —                 | DAN: Platino                 | Mer' end kærlighed          |
| 2013 | Olivia                        | 1                 | 10                | —                 | DAN: Platino                 | Ingen kan love dig i morgen |
| 2013 | Fri                           | 3                 | —                 | —                 | —                            | Ingen kan love dig i morgen |
| 2013 | Sandstorm                     | 1                 | —                 | —                 | —                            | Ingen kan love dig i morgen |
| 2013 | Du' det dejligste             | 7                 | —                 | —                 | —                            | Ingen kan love dig i morgen |
| 2013 | Øde ø                         | 11                | —                 | —                 | —                            | Ingen kan love dig i morgen |
| 2013 | Ingen kan love dig i morgen   | 20                | —                 | —                 | —                            | Ingen kan love dig i morgen |
| 2013 | Tusind farver                 | 27                | —                 | —                 | —                            | Ingen kan love dig i morgen |
| 2013 | I min T-shirt                 | 36                | —                 | —                 | —                            | Ingen kan love dig i morgen |
| 2013 | Venner                        | 37                | —                 | —                 | —                            | Ingen kan love dig i morgen |

### In Europa
| Anno | Singolo             | Massima posizione | Album | Note                             |
| Anno | Singolo             | GER               | Album | Note                             |
| ---- | ------------------- | ----------------- | ----- | -------------------------------- |
| 2011 | Angel               | —                 | TBA   | Versione in inglese di Engel     |
| 2011 | Calling (Nighthawk) | 90                | TBA   | Versione in inglese di Natteravn |

### Collaborazioni
| Anno | Singolo          | Autore        | Posizione massima | Album    | Certificazioni |
| Anno | Singolo          | Autore        | DAN               | Album    | Certificazioni |
| ---- | ---------------- | ------------- | ----------------- | -------- | -------------- |
| 2011 | Fotografi af dig | Ankerstjerne  | 22                | —        | —              |
| 2011 | 1000 år          | Ankerstjerne  | 37                | —        | DAN: Oro       |
| 2012 | Say You, Say Me  | Lionel Richie | 3                 | Tuskegee | —              |